# Sergio guaiqueri
Sergio guaiqueri is een tienpotigensoort uit de familie van de Callianassidae. De wetenschappelijke naam van de soort is voor het eerst geldig gepubliceerd in 1995 door Blanco Rambla, Liñero Arana & Beltán Lares.